# Spenrath
Neu-Spenrath is een plaats in de Duitse gemeente Jüchen, deelstaat Noordrijn-Westfalen, en telt 188 inwoners (2007).